# Ronde van Oost-Java 2007
De Ronde van Oost-Java werd in 2007 voor de derde keer gereden. De wedstrijd werd gereden tussen 4 juli en 8 juli.

## Etappe-overzicht
| etappe | datum  | start     | eindstreep    | afstand | winnaar        | land       |
| ------ | ------ | --------- | ------------- | ------- | -------------- | ---------- |
| 1e     | 4 juli | Mojokerto | Mojokerto     | 56 km   | Mahdi Sohrabi  | Iran       |
| 2e     | 5 juli | Kamis     | Jombang Pacet | 126 km  | Björn Glasner  | Duitsland  |
| 3e     | 6 juli | Jombang   | Sarangan      | 132 km  | Björn Glasner  | Duitsland  |
| 4e     | 7 juli | Magetan   | Gresik        | 232 km  | Sung Baek Park | Zuid-Korea |
| 5e     | 8 juli | Soerabaja | Soerabaja     | 64 km   | Sung Baek Park | Zuid-Korea |

## Algemeen klassement
| rang | renner                  | land       | tijd        |
| ---- | ----------------------- | ---------- | ----------- |
| 1    | Björn Glasner           | Duitsland  | 15u 59' 51" |
| 2    | David Jai Crawford      | Australië  | op 31"      |
| 3    | Hossein Askari          | Iran       | op 1' 07"   |
| 4    | Hyo-Suk Gong            | Zuid-Korea | op 1' 20"   |
| 5    | Takumi Beppu            | Japan      | op 1' 26"   |
| 6    | Paul Griffin            | Ierland    | op 1' 47"   |
| 7    | Tomoya Kano             | Japan      | op 1' 53"   |
| 8    | Vjatsjeslav Djaditsjkin | Kirgizië   | op 2' 27"   |
| 9    | Ghader Mizbani          | Iran       | op 2' 30"   |
| 10   | Tonton Susanto          | India      | op 3' 27"   |

2005 · 
2006 · 
2007 · 
2008 · 
2009 · 
2010 · 
2011 · 
2012 · 
2013 · 
2014